# Lhoumois
Lhoumois ist ein Ort und eine westfranzösische Gemeinde mit 147 Einwohnern (Stand 1. Januar 2022) im Département Deux-Sèvres in der Region Nouvelle-Aquitaine. Die Gemeinde besteht aus mehreren Weilern (hameaux) und Einzelgehöften.

## Lage
Die Gemeinde Lhoumois liegt auf dem Ostufer des Flusses Thouet in der historischen Landschaft der Gâtine poitevine in einer Höhe von ca. 155 m ü. d. M. etwa 16 km (Fahrtstrecke) nordöstlich von Parthenay bzw. ca. 52 km nordwestlich von Poitiers.

## Bevölkerungsentwicklung
| Jahr      | 1800 | 1851 | 1901 | 1954 | 1999 | 2013 |
| Einwohner | 263  | 489  | 452  | 326  | 146  | 155  |

Der Bevölkerungsrückgang im 20. Jahrhundert ist in der Hauptsache auf den Verlust an Arbeitsplätzen infolge der Mechanisierung der Landwirtschaft zurückzuführen.

## Wirtschaft
Die Bewohner des Ortes und der umliegenden Weiler und Einzelgehöfte lebten jahrhundertelang als Selbstversorger von den Erträgen ihrer Felder und Gärten; in geringem Umfang wurden auch Weinbau und Viehhaltung betrieben. Die Landwirtschaft spielt auch heute noch die führende Rolle im Wirtschaftsleben der Gemeinde.

## Geschichte
In mittelalterlichen Schriftstücken werden Ortsnamen wie Laigne (1179) oder Lomaye (1428) erwähnt; der Ort gehörte lange Zeit zur Baronnie von Parthenay.

## Sehenswürdigkeiten
- Die einschiffige Pfarrkirche Saint-Jean-Baptiste wurde im 12. Jahrhundert erbaut, doch nur der Turm und die Westteile des Kirchenschiffs stammen noch aus dieser Zeit; die Vorhalle (Narthex), das Querschiff und die flachschließende Apsis wurden später hinzugefügt. Beachtenswert sind die exakte Steinbearbeitung sowie die vier – jeweils nur von einer schlanken Säule getrennten – Zwillingsfenster im Turm.

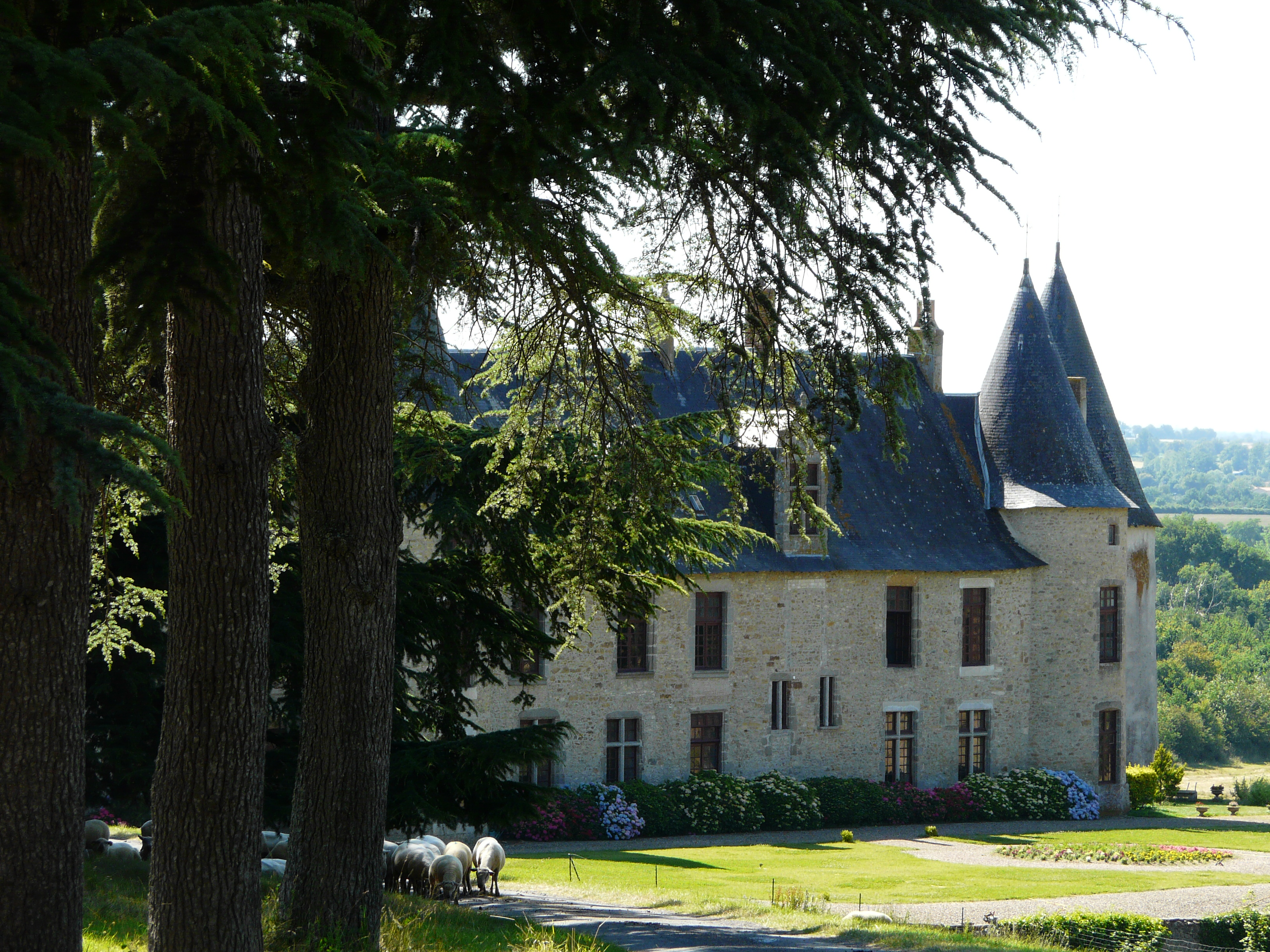
Château de la Roche-Faton

- Das circa zweieinhalb Kilometer nordwestlich des Ortes gelegene Château de la Roche-Faton (46° 42′ 57″ N, 0° 8′ 1″ O) ähnelt in seinem Erscheinungsbild einigen Schlössern an der Loire. Ein Vorgängerbau aus dem 12. Jahrhundert wurde im Verlauf der kriegerischen Auseinandersetzungen zwischen Armagnaken und Burgundern im Jahre 1417 in Brand gesetzt. Mit dem Neu- oder teilweisen Wiederaufbau der ehemals von einem Wassergraben (douves) umgebenen und heute dreiflügeligen Anlage, die ausschließlich Kreuzstock- und Rechteckfenster enthält, begann man im Jahr 1544; im 17. Jahrhundert wurden kleinere Anbauten hinzugefügt. Der in Privatbesitz befindliche Bau ist seit dem Jahr 1973 als Monument historique unter Schutz gestellt.[1]
- Der Jardin du Gué ist eine sehenswerte circa 4 ha große Gartenanlage bestehend aus sieben Einzelgärten, die nach 1996 von den Käufern eines ehemaligen Mühlengeländes gestaltet und gepflegt werden.